# 턱끝혀근
턱끝혀근(genioglossus) 또는 이설근(頣舌根)은 혀에 존재하는 한 쌍의 바깥기원근육이다. 혀를 내미는 작용을 하는 주된 근육이다.

## 구조
턱끝혀근은 혀 몸통의 대부분을 이루고 있는 부채꼴 모양의 바깥기원근육이다. 아래턱뼈의 턱끝가시에서 시작되어 목뿔뼈와 혀의 아래쪽에 닿는다.
턱끝혀근은 혀밑신경의 지배를 받으며, 이는 입천장혀근을 제외한 혀의 모든 근육도 마찬가지이다. 바깥목동맥의 가지인 혀동맥의 혀밑가지가 혈액을 공급한다.
개의 턱끝혀근은 수평 부분과 비스듬한 부분으로 나누어진다.

## 기능
왼쪽과 오른쪽 턱끝혀근은 혀를 내밀며 반대쪽으로 혀를 움직인다. 양쪽 턱끝혀근이 함께 작용하면 혀 중간 부분을 아래로 누른다.

## 임상적 중요성
턱끝혀근의 수축은 허탈되기 쉬운 상기도 부분을 안정하게 하고 확장시킨다. 턱끝혀근과 턱끝목뿔근의 이완은 특히 렘수면 중일 때 폐쇄성 수면 무호흡증에 관련되어 있다. 따라서 아래턱뼈를 앞으로 당겨 기도 공간을 최대한으로 만들고, 혀가 뒤로 가서 마취 중에 기도를 막는 것을 방지할 수 있다.
종종 혀밑신경의 기능을 검사하기 위해 환자가 혀를 내밀도록 요청하여 턱끝혀근의 기능을 대신 볼 수 있다. 혀밑신경의 말초 손상으로 인해 손상된 근육 쪽으로 혀가 휠 수 있다.

## 역사
'Genioglossus'라는 이름은 턱을 뜻하는 γένειον ('geneion')과 혀를 뜻하는 그리스어 단어인 γλῶσσα ('glōssa')가 합쳐진 것이다. 가장 먼저 턱끝혀근을 기록된 것은 17세기 초 헬키아 크루크(Helkiah Crooke)에 의해서였다.